# خودکشی
خودکشی (به انگلیسی: Suicide) عملی عمدی است که باعث مرگ فرد می‌شود. خودکشی پدیده پیچیده‌ای است و می‌تواند علل گوناگون و پیچیده‌ای داشته باشد. ناامیدی، اختلالات روانی (نظیر افسردگی، اختلال دوقطبی، اسکیزوفرنی، اختلال طیف اوتیسم)، اختلالات فیزیکی (مانند سندرم خستگی مزمن)، شکست عشقی، اعتیاد به الکل، سوء مصرف مواد یا دارو، می‌توانند به خودکشی ربط داشته باشد و ثابت شده که این عوامل فرد را بیشتر در معرض خودکشی قرار می‌دهد. اغلب، عوامل استرس‌زا مانند مشکلات مالی، مشکلات شغلی، مشکلات تحصیلی یا مشکلات ارتباط بین فردی (مانند طلاق یا قطع رابطه)، آزار دیگران یا قلدری نیز ممکن است در این میان نقش داشته باشند.
کسانی که قبلاً اقدام به خودکشی کرده‌اند در معرض خطر بیشتری برای تلاش‌های بعدی هستند. تلاش‌های مؤثر پیشگیری از خودکشی شامل محدود کردن دسترسی به روش‌های خودکشی مانند اسلحه‌های گرم، داروها و سموم، گزارش دقیق و صحیح رسانه‌ها در مورد خودکشی؛ درمان اختلالات روانی و سوء مصرف مواد و بهبود شرایط اقتصادی است. با اینکه در ایالات متحده خطوط تلفن فوریتی بحران منابع رایجی برای پیشگیری هستند، اما اثربخشی آنها به خوبی مورد مطالعه قرار نگرفته است.
متداول‌ترین روش خودکشی از کشوری به کشور دیگر متفاوت است و تا حدودی با در دسترس بودن ابزارهای مؤثر مرتبط است. روش‌های متداول خودکشی شامل حلق آویز کردن، مسمومیت با آفت کش‌ها و اسلحه گرم است. خودکشی منجر به مرگ ۸۲۸۰۰۰ نفر در سراسر جهان در سال ۲۰۱۵ میلادی شد که نسبت به ۷۱۲۰۰۰ مرگ در سال ۱۹۹۰ میلادی افزایش داشته. این خودکشی را به دهمین علت مرگ و میر در سراسر جهان تبدیل می‌کند.
تقریباً ۱٫۵ درصد از کل مرگ و میرها در سراسر جهان به دلیل خودکشی است. در یک سال مشخص، این آمار تقریباً ۱۲ در هر ۱۰۰۰۰۰ نفر است. میزان خودکشی عموماً در میان مردان بیشتر از زنان است و از ۱٫۵ برابر در کشورهای در حال توسعه تا ۳٫۵ برابر در کشورهای توسعه یافته متغیر است. خودکشی عموماً در میان افراد بالای ۷۰ سال رایج است. با این حال، در برخی کشورها، افراد بین ۱۵ تا ۳۰ سال در معرض بالاترین خطر قرار دارند. اروپا بالاترین نرخ خودکشی را بر اساس منطقه در سال ۲۰۱۵ میلادی را داشت. سالانه حدود ۱۰ تا ۲۰ میلیون اقدام به خودکشی ناموفق وجود دارد. اقدام به خودکشی غیر کشنده ممکن است منجر به آسیب و ناتوانی‌های طولانی مدت شود. در دنیای غرب، تلاش برای خودکشی در میان جوانان و زنان بیشتر است.

## تاریخچه، جامعه و فرهنگ
دیدگاه‌های مربوط به خودکشی تحت تأثیر درون‌مایه‌های زیستی متنوعی نظیر مذهب، افتخار و معنای زندگی قرار دارد. ادیان ابراهیمی به‌طور سنتی خودکشی را گناه تلقی می‌کنند. خودکشی در فرهنگ اسلامی به معنای عقب‌نشینی از نیل به‌غایت کمال و سقوط به وادی حسرت و ناکامی و شقاوت ابدی در جهنم است. بر پایه خداشناسی کلیسای کاتولیک، خودکشی از نظر عقلی گناه محسوب می‌شود. در یهودیت خودکشی امری مذموم است و جسد فرد خودکش را بی‌آنکه برایش مراسم ویژه‌ای اجرا شود، در آرامگاهی جدا از دیگر افراد دفن می‌کنند. در طول دوران سامورایی در ژاپن، سپوکو به‌عنوان جبران شکست یا نوعی اعتراض شمرده می‌شد. رسم ساتی، که در حال حاضر عملی غیرقانونی در مراسم تشییع جنازه هندیان است، این انتظار را مطرح می‌کرد که زن بیوه دست به قربانی کردن خود بزند و برای این کار خود را خواسته یا ناخواسته و تحت فشار خانواده و جامعه، بر روی تل هیزم مراسم تشییع جنازه شوهرش بیندازد. خودکشی و اقدام به خودکشی، در حالی که قبلاً غیرقانونی بود، در اکثر کشورهای غربی دیگر چنین نیست. در برخی کشورها اما اقدام به خودکشی یک جرم باقی مانده است.
خودکشی شامل گونه‌های دیگری نیز هست که در آن فرد، صرفاً از سر بیماری روانی یا نامیدی و احساس شکست اقدام به گرفتن جان خود یا دیگران نمی‌کند؛ بلکه ممکن است فرد مورد شستشوی مغزی توسط افراد سودجو و با وعده‌های توخالی قرار گیرد و دست به خودکشی آگاهانه برای رسیدن به اهدافی نامشخص بزند. گاهی فرد با کشتن خود در واقع می‌خواهد اعتراضش به موضوعی را به شدیدترین حالت بیان کند. گاهی فرد، برای اهداف نظامی اقدام به خودکشی یا خود-دیگرکشی می‌نماید. نمونه این گونه رفتار را می‌توان در کامیکازی‌های ژاپنی مشاهده کرد. خودکشی اغلب به عنوان یک فاجعه بزرگ برای خانواده‌ها، بستگان و سایر حامیان نزدیک دیده می‌شود و تقریباً در سرتاسر دنیا به آن نگاهی منفی می‌شود.

## تعاریف
خودکشی که به آن خودکشی موفق نیز گفته می‌شود، «عمل گرفتن جان خود» است. خودکشی ناموفق یا رفتار خودکشی غیرکشنده، نوعی آسیب به خود با هدف پایان دادن به زندگی است که منجر به مرگ نشود. خودکشی کمکی زمانی است که فردی به‌طور غیرمستقیم به شخص دیگری کمک می‌کند تا باعث مرگ خود شود و این کار را از طریق ارائه مشاوره یا تهیه ابزار انجام این کار صورت دهد. این کار در مقابل هومرگ قرار دارد که در آن فرد دیگر نقش فعال‌تری در مرگ شخص ایفا می‌کند. فکر خودکشی یعنی فکر کردن فرد خودکش به نحوه خاتمه دادن به زندگی خویش.

## در قوانین ایران
معاونت در خودکشی زمانی که به حد «سببیت» برسد جرم شناخته می‌شود (مثلاً فرد از ناآگاهی کسی سوء استفاده کند و موجب مرگ او به دست خودش شود)، در این حالت معاونت در خودکشی، قتل عمد دانسته می‌شود. معاونت در خودکشی همچنین در بند دوم مادهٔ ۱۵ قانون جرایم رایانه‌ای، مصوب ۲۵ خرداد ۱۳۸۸ خورشیدی، جرم دانسته شده است. این ماده به ترغیب، تحریک، دعوت، تسهیل شیوهٔ ارتکاب، و آموزش خودکشی از طریق سامانه‌های رایانه‌ای و مخابراتی اشاره دارد و برای این اعمال، محکومیت ۹۱ روزه تا یک ساله، یا جزای نقدی ۵ میلیون ریالی تا ۲۰ میلیون ریالی، یا هر دو را معین کرده است.

## در آسیا و ایران
کشورهای قزاقستان، کره جنوبی، هند، ژاپن و سری لانکا به ترتیب بیشترین موارد خودکشی در آسیا را دارند که قزاقستان در رتبه هفتم جهان را از آن خود کرده است. ایران، رتبه ۱۵۵ در جهان قرار گرفته که بر اساس آمارهای روزانه، ۴ الی ۷ نفر در ایران خودکشی می‌کنند که۶۲ درصد از کسانی که دست به چنین کاری می‌زنند می‌میرند.

## بازشناسی
خودکشی در فرهنگ‌های فارسی چون معین، دهخدا، و عمید، به صورت «خود را به وسیله‌ای کشتن»، «انتحار»، و «خودکشی کردن» معنا شده است. مفهوم خودکشی در فرهنگ معاصر به صورت: «خاتمه دادن عمدی به زندگی به میل خود و به دست خود» آمده است. تاریخ دقیق نخستین مورد استفاده از واژهٔ خودکشی مشخص نیست. واژه‌نامهٔ انگلیسی آکسفورد نخستین مورد استفاده از این واژه را به وسیلهٔ والتر چارلتن در ۱۶۵۱ میلادی دانسته است. ظاهراً واژهٔ خودکشی نخستین بار در ۱۷۳۷ میلادی توسط دفونتن در زبان فرانسه استفاده شده است. بعدها در ۱۷۶۲ میلادی آکادمی علوم فرانسه این اصطلاح را پذیرفته است. اسلامی‌نسب خودکشی را ترجمهٔ مناسبی برای این واژه می‌داند چرا که suicide از دو واژهٔ لاتین sui به معنای خود و cide به معنای کشتن تشکیل شده است.
نخستین تحلیل مشهور جامعه‌شناختی از خودکشی توسط امیل دورکیم، جامعه‌شناس فرانسوی ارائه شده است. تعریفی که دورکیم در ۱۸۹۷ میلادی ارایه کرده چنین است: «هر نوع مرگی که نتیجهٔ مستقیم یا غیرمستقیم کردار مثبت یا منفی خود قربانی باشد که پیشاپیش از نتیجهٔ عمل خود آگاه بوده است». دورکیم در بررسی سبب‌های خودکشی چهار نوع خودکشی را بیان کرده که هر چهار مورد به نوعی به رابطهٔ فرد با جامعه مربوطند: ۱- خودکشی خودخواهانه، که در شرایط فردگرایانه و جدایی از جامعه روی می‌دهد. ۲- خودکشی دگرخواهانه، که زمانی روی می‌دهد که شخص وابستگی زیادی به جامعه داشته باشد. ۳- خودکشی هرج‌ومرج‌گرایانه، که ناشی از نابسامانی، آشفتگی، و بی‌قانونی جامعه است (دورکیم از اصطلاح آنومی برای بیان این وضعیت جامعه استفاده می‌کند). ۴- خودکشی تقدیرگرایانه، که زمانی روی می‌دهد که اراده‌ها، عواطف، و انگیزه‌های اعضای جامعه زیر کنترل شدید جامعه باشند.
در اواخر سدهٔ نوزدهم میلادی، زیگموند فروید نخستین دیدگاه روان‌شناختی را دربارهٔ خودکشی ارائه کرد. او خودکشی را «نهایت خشم معطوف به خود، ناشی از ناخودآگاه فردی» دانست. فروید غریزه‌ها را به دو دستهٔ مرگ (تاناتوس) و زندگی (اروس) تقسیم کرد. به باور او غریزهٔ مرگ بلافاصله پس از زایش آغاز می‌شود و تمایل به بازگشت دارد. این غریزه موجب نیستی، کینه، و انهدام نسل می‌شود، برعکس غریزهٔ زندگی که موجب دوستی، عشق، و تولید نسل می‌گردد. فروید به تدریج نظریهٔ غریزهٔ مرگ خود را که در تضاد با لیبیدو بود، کامل کرد.
استنگل نخستین کسی است که میان خودکشی و قصد خودکشی از نظر روان‌شناسی تفاوت قائل می‌شود. او پس از پژوهش‌هایی، در ۱۹۶۰ میلادی یک واحد روان‌شناسی مستقل را به تمایل به خودکشی اختصاص داده است. پژوهش‌های روان‌شناسان نشان داده است که برخلاف خودکشی، قصد خودکشی، دارای هدف‌هایی به‌جز «نابودی خویش» است. کیرال، چهار هدف را برای قصد خودکشی ارائه کرده است: ۱- دعوت و خطاب یا تقاضای کمک و حمایت؛ ۲- واکنش در مقابل یک مصیبت، فاجعه، و بلای ناگهانی؛ ۳- سوء استفاده و تهدید شخصی دیگر و ۴- فرار و گریز از موقعیت دشوار. اسلامی‌نسب، پنج مورد افکار خودکشی، تهدید به خودکشی، ژست خودکشانه (آسیب به خود)، اقدام به خودکشی (خودکشی ناموفق)، و خودکشی موفق را زیر عنوان رفتار خودکشانه جای داده است.
در دههٔ ۱۹۶۰ میلادی واژهٔ خودکشی‌شناسی معرفی شد و رواج یافت. این واژه پیشتر در سال ۱۹۲۹ میلادی توسط دانشمند هلندی به نام بونگر استفاده شده بود. خودکشی‌شناسی به معنای مطالعهٔ علمی پدیدهٔ خودکشی است.

## تاریخچه

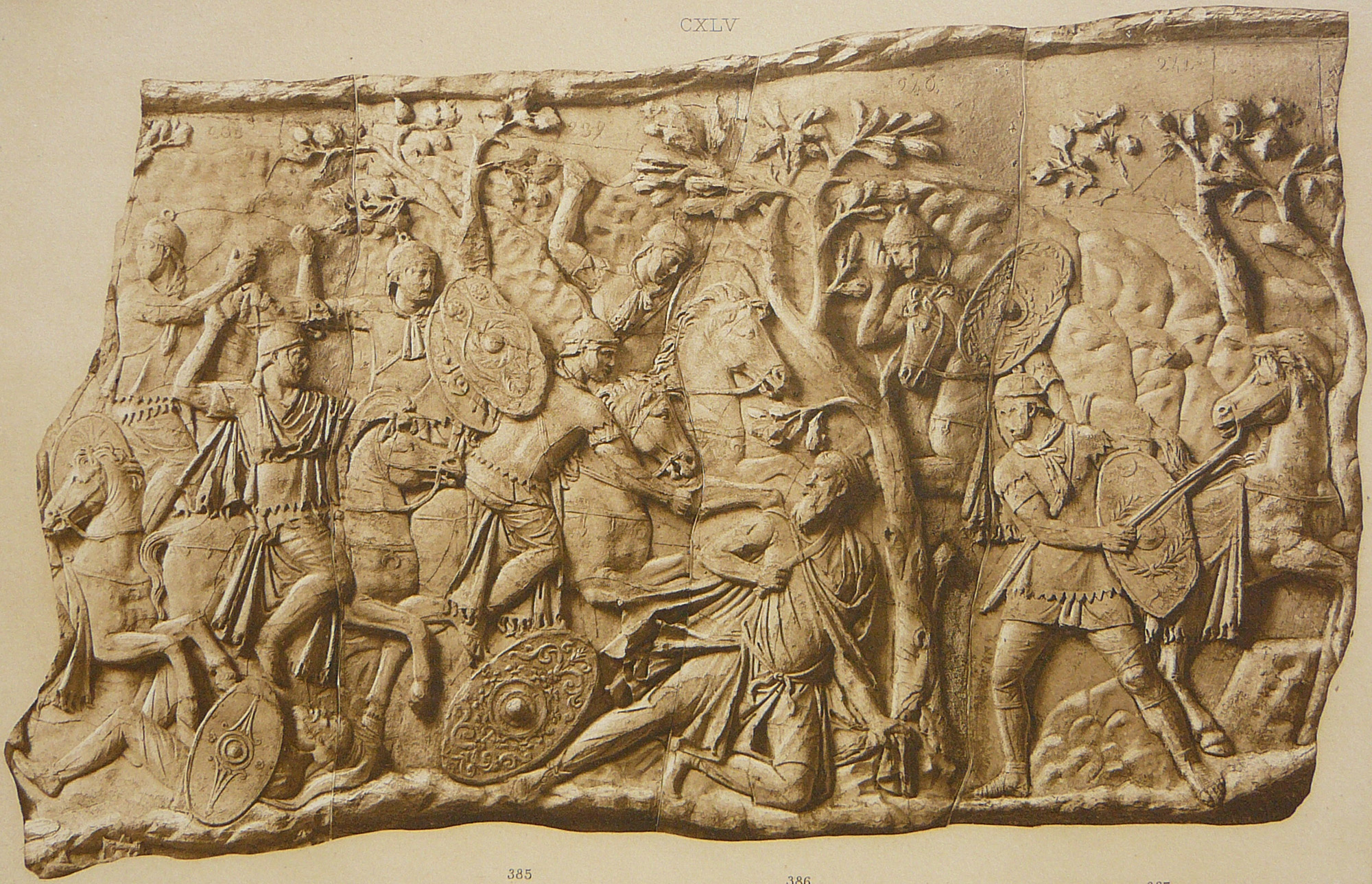
مرگ دیسیبالوس ناشی از خودکشی، از ستون تروا

در آتن باستان شخصی که بدون تصویب دولت مرتکب خودکشی می‌شد از تشریفات دفن عادی محروم می‌گردید. این فرد را به تنهایی در حومه شهر و بدون سنگ قبر یا نشانه دیگری دفن می‌کردند. در یونان باستان و روم خودکشی به‌عنوان روشی قابل قبول در مقابل شکست نظامی تلقی می‌شد. در روم باستان، در حالی که خودکشی در ابتدا مجاز بود، اما بعداً با توجه به هزینه‌های اقتصادی آن جرم علیه دولت تلقی شد. فرمان جنایی صادر شده توسط لویی چهاردهم در ۱۶۷۰ از حیث مجازات به مراتب شدیدتر بود: بدن فرد مرده در حالی که صورت آن رو به زمین بود در خیابان‌ها کشیده می‌شد، و سپس به‌دار آویخته شده یا در توده زباله انداخته می‌شد. علاوه بر این، تمام اموال شخص مصادره می‌گردید. از لحاظ تاریخی در کلیسای مسیحیت افرادی که اقدام به خودکشی می‌کردند تکفیر شده و کسانی که در اثر خودکشی می‌مردند در خارج از قبرستان به خاک سپرده می‌شدند. در اواخر قرن نوزدهم در بریتانیا اقدام به خودکشی معادل اقدام به قتل تلقی می‌شد و ممکن بود مجازات آن حلق‌آویز شدن باشد. در اروپای قرن ۱۹ عمل خودکشی از عملی ناشی از گناه به اقدامی ناشی از جنون تغییر ماهیت داد.

## خودکشی در ادیان
خودکشی هم در ادیان ابراهیمی (دین اسلام، دین مسیحیت، دین یهودیت) و هم در ادیان هندی (آیین هندو، آیین جین، آیین بودا) مورد نکوهش قرار گرفته است و دید منفی نسبت به آن وجود دارد.
ادیان ابراهیمی به‌طور سنتی خودکشی را گناه تلقی می‌کنند که دلیل این مسئله اعتقاد به تقدس زندگی است. خودکشی در فرهنگ اسلامی به معنای عقب‌نشینی از نیل به‌غایت کمال و سقوط به وادی شقاوت ابدی و درنتیجه، گرفتار آمدن به عقوبت جهنم است.در یهودیت خودکشی امری مذموم است و جسد فرد خودکش را بی‌آنکه برایش مراسم ویژه‌ای اجرا شود، در آرامگاهی جدا از دیگر افراد دفن می‌کنند. در این دین از هر وسیله بهره گرفته می‌شود تا خودکشی مورد بخشش واقع شود؛ بنابراین معتقدند که یا فرد خودکش اصلاً به سبب همین ارتکاب عمل خودکشی ثابت می‌کند که عقلش را از دست داده و در آن لحظه نمی‌توانسته درست بیندیشد و از همین روی باید گناهش بخشیده شود، یا اینکه فرد خودکش خود پیش از انجام عمل خودکشی از کردارش به شدت پشیمان بوده اما دیگر دیر شده بوده است. بر پایه خداشناسی کلیسای کاتولیک، خودکشی از نظر عقلی گناه محسوب می‌شود و نقض یکی از ده فرمان است که می‌گوید: «کسی را مکشید». با این حال بزرگی این گناه و شدت آن بسته به شرایط ممکن است کم و زیاد باشد. در رساله توضیح‌المسائل کلیسای کاتولیک، پاراگراف ۲۲۸۳ آمده است: «ما نمی‌بایست از نجات ابدی روح کسی که جان خود را گرفته ناامید شویم. پروردگار آن گونه که خود می‌داند، می‌تواند این فرصت شفابخش را به فردی که از کرده‌اش پشیمان است بدهد. کلیسا برای خودکش‌ها دعا می‌کند.» همچنین پاراگراف ۲۲۸۲ اشاره می‌کند که: «رنج جان کندن جسم، زجر ناشی از تحمل سختی‌ها، و نیز فشارها و شکنجه‌هایی که فرد به سبب گرفتن جان خود تحمل کرده در کاهش عذاب گناهی که مرتکب شده تأثیر دارند.» در گذشته کلیسای کاتولیک برای خودکش‌ها مراسم تدفین کاتولیکی و عزاداری دسته‌جمعی اجرا نمی‌کرد. اما اکنون این چنین نیست. بیش‌تر پروتستان‌ها بدین باورند و از همین روی معتقدند که فرد خودکش از آنجا که نمی‌تواند در دنیا به رستگاری برسد، بنابراین با مرگش این فرصت را از خود سلب کرده است؛ بنابراین گناه خودکشی نه به سبب خود این عمل، که به سبب امتناع از پذیرش فرصت نجات صورت گرفته است. کلیسای ارتدکس شرقی بر این باور است که خودکشی یعنی امتناع از پذیرش هدیه خداوند که همانا جسم و زندگی این دنیایی است؛ بنابراین این عمل ناشی از ناامیدی و نقض‌کننده فرمان ششم یعنی «کسی را مکشید» (ده فرمان) و در نتیجه گناه محسوب می‌شود.

### ادیانی که خودکشی را گناه نمی‌دانند یا نوعی از خودکشی را توصیه می‌کنند
برخی از ادیان کشور هند مانند جینیسم نوع خاصی از خودکشی را توصیه می‌کنند. البته؛ از دیدگاه این ادیان خودکشی برای وقتی جایز است که فرد به تمام اهداف خود رسیده باشد و زندگی برایش بی‌معنی باشد.

## پیشگیری از خودکشی
پیشگیری از خودکشی به هر تلاشی از سوی سازمان‌ها، دولت‌ها، مراکز بهداشت روانی، اتحادیه‌ها، متخصص، شهروندان و هر شخصی برای کاهش میزان خودکشی گفته می‌شود. از جمله روش‌های نامستقیم پیشگیری از خودکشی می‌توان به این موارد اشاره نمود: درمان نشانه‌های روانی از جمله افسردگی و بهبود روش‌های مقابله با بحران در افرادی که به شدت در فکر خودکشی به سر می‌برند، کاهش شیوع کاراهایی که منجر به برانگیختن افکار خودکشی در فرد می‌شوند. این تلاش‌ها می‌بایستی هم در زمینه روان‌شناختی و هم دارویی در کنار آگاهی‌دهی عمومی و ارتقاء سطح بهداشت روانی عمومی صورت پذیرند. در واقع می‌بایست کارهایی که باعث حفاظت فرد از خودکشی می‌شوند همچون حمایت اجتماعی و عاطفی را افزایش و کاراهایی که این خطر را برای فرد ایجاد می‌کنند، همچون عدم توانایی در برآوردن نیازهای اقتصادی یا دیگر نیازها را کاهش دهیم. خودکشی را نباید تنها یک مشکل پزشکی یا روان‌پزشکی در نظر گرفت؛ چراکه این مسئله ابعاد گوناگونی دارد.

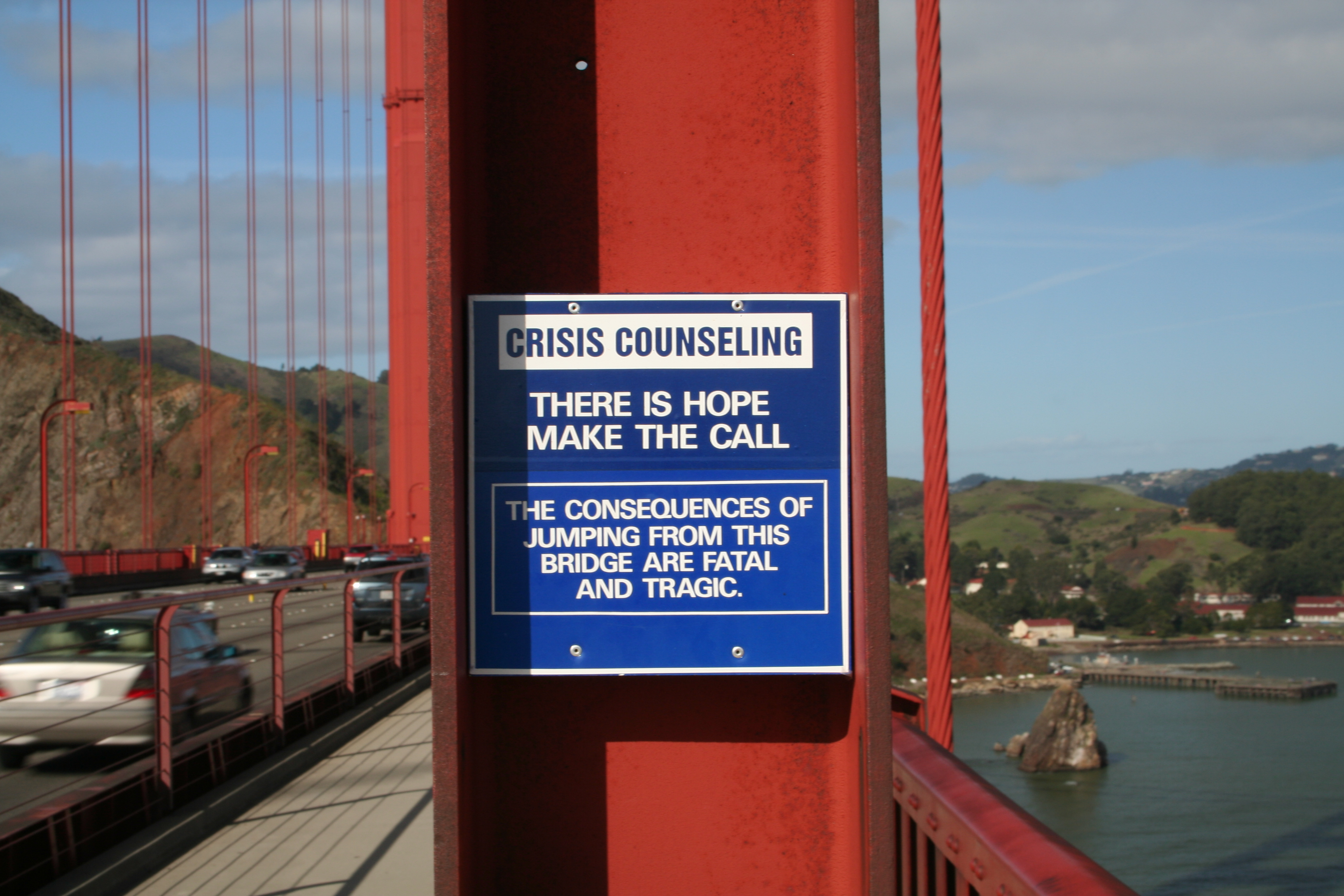
این تابلو به‌عنوان یک طرح پیشگیری از خودکشی، تلفن ویژه موجود در پل گلدن گیت را که به یک شماره تلفن فوریتی بحران متصل است، تبلیغ می‌کند.

کاهش دسترسی به روش‌های خاص، مانند سلاح گرم یا سموم و حتی بهره‌گیری از سازه ضد خودکشی نیز ممکن است این خطر را کم‌تر کند. سایر اقدامات شامل محدود کردن دسترسی به زغال چوب و موانع روی پل‌ها و سکوهای مترو است. اگرچه شماره تلفن فوریتی بحران به وفور پیدا می‌شود، شواهد کمی در خصوص تأیید یا رد تأثیر آن وجود دارد. به نظر می‌رسد در جوانانی که به تازگی به فکر خودکشی افتاده‌اند، درمان شناختی رفتاری باعث بهبود نتایج شده است. ممکن است توسعه اقتصادی به دلیل توانایی خود در کاهش فقر قادر به کاهش میزان خودکشی باشد. همچنین تلاش برای افزایش ارتباط اجتماعی به ویژه در مردان مسن در کاهش فکر به خودکشی مؤثر است.
پژوهشگران دانشگاه ایندیانا به شیوه جدیدی دست پیدا کرده‌اند که از طریق آن می‌توانند با نمونه برداری از خون افراد و طرح سوالات ویژه‌ای در رابطه با شرایط جسمانی وروانی احتمال اقدام به خودکشی را پیش‌بینی کنند.
بر پایه ادعای این محققان سلسله پرسش‌هایی تدوین شده تا ۹۲ درصد به آن‌ها امکان می‌دهد به احتمال روی آوردن این افراد به خودکشی پی ببرند.
جمعیت علمی پیشگیری از خودکشی ایران یک راهنمای عمومی پیشگیری را نیز منتشر کرده که برگردانی است از راهنمای جامع پیش‌گیری از خودکشی در اروپا.

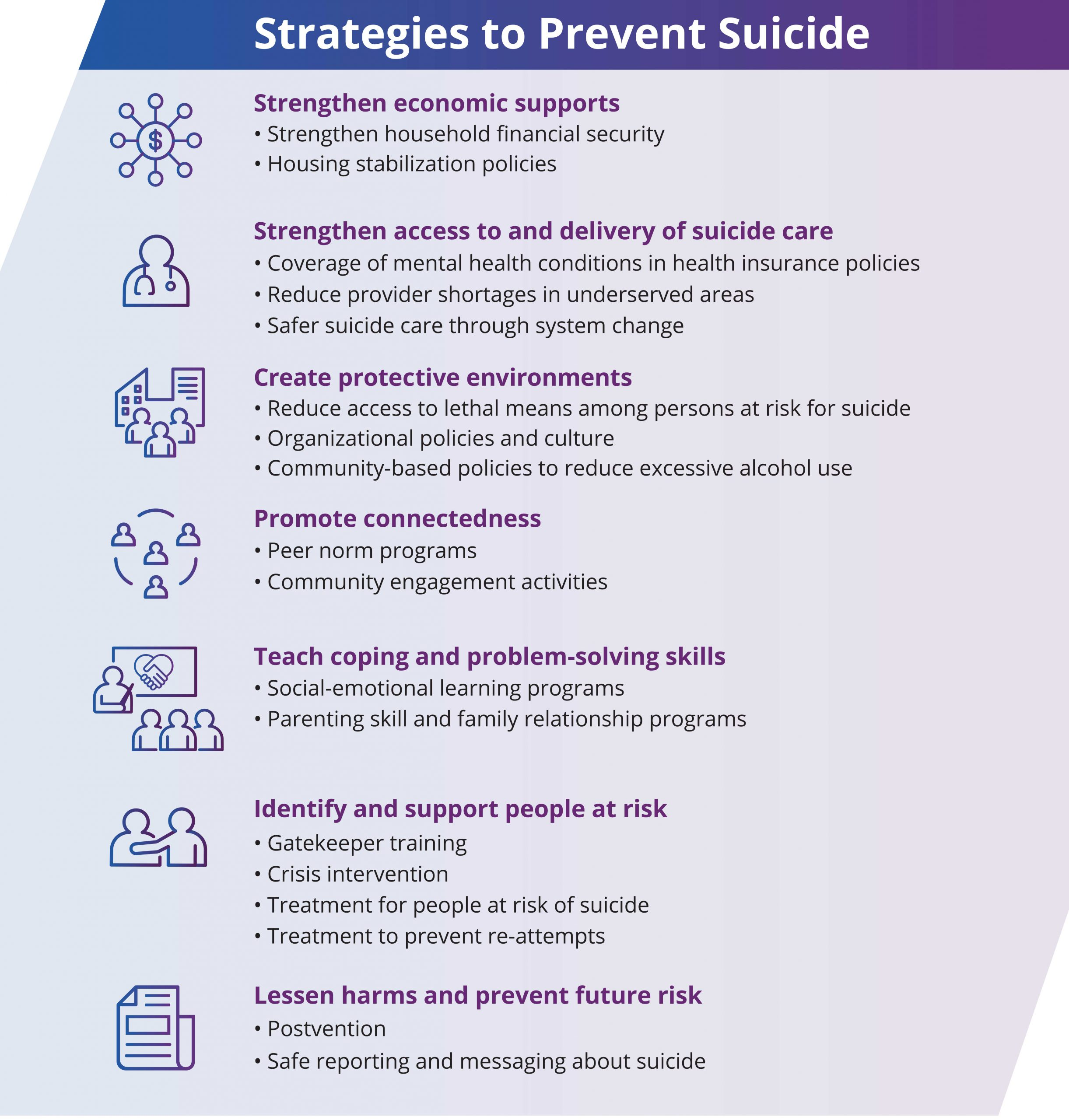
فهرست اقدامات برای جلوگیری از خودکشی از CDC

### غربالگری
اطلاعات کمی در مورد اثرات غربالگری جمعیت عمومی از حیث میزان نهایی خودکشی وجود دارد. از آنجا که میزان بالایی از افرادی که تست آن‌ها با استفاده از این ابزار مثبت بوده در معرض خطر خودکشی نیستند، نگرانی‌هایی در این خصوص وجود دارد که ممکن است غربالگری بهره‌برداری از منابع مراقبت‌های بهداشت روانی را به‌طور قابل توجهی افزایش دهد. با این حال توصیه می‌شود کسانی که در معرض خطر زیادی قرار دارند، ارزیابی گردند. به نظر می‌رسد طرح پرسش در مورد خودکشی خطر این کار را افزایش ندهد.

### بیماری روانی
در کسانی که به مشکلات روانی مبتلا هستند بعضی از درمان‌ها ممکن است خطر خودکشی را کاهش دهد. کسانی که بیش از یک بار اقدام به خودکشی می‌کنند را می‌توان به‌طور داوطلبانه در مراکز مراقبت‌های روانی بستری نمود. معمولاً ابزاری که ممکن است برای آسیب رساندن به خود مورد استفاده قرار گیرد، از آن‌ها گرفته می‌شود. بعضی از پزشکان از بیماران می‌خواهند قرارداد پیشگیری از خودکشی را امضا کنند و متعهد شوند در صورت آزاد شدن به خود صدمه نزنند. اما شواهدی که مفید بودن این روش را اثبات کند، هنوز بسیار نیست. اگر شخصی در معرض خطر اندکی باشد، ممکن است بتوان ترتیب درمان سلامت روانی بیمار در خارج از مرکز را داد. مشخص شده است که تأثیر بستری کوتاه مدت نسبت به مراقبت توسط جامعه برای بهبود نتایج در افراد دچار اختلال شخصیت مرزی که به‌طور مزمن مستعد خودکشی هستند، زیاد نیست.
شواهدی تجربی وجود دارد مبنی بر اینکه روان درمانی و به‌ویژه درمان رفتار دیالکتیکی میزان خودکشی را در نوجوانان و همچنین در افراد مبتلا به اختلال شخصیت مرزی کاهش می‌دهد. با این حال شواهد یادشده کاهش خودکشی موفق را نشان نداده است.
بحث‌هایی بر سر منافع داروهای ضدافسردگی در مقابل زیان‌های آن‌ها مطرح شده است. به نظر می‌رسد داروهای ضد افسردگی جدیدتر مانند SSRI در افراد جوان خطر خودکشی را از ۲۵ در ۱۰۰۰ به ۴۰ در ۱۰۰۰ افزایش می‌دهد. با این حال این داروها ممکن است در افراد مسن خطر یادشده را کاهش دهد. به نظر می‌رسد لیتیوم در کاهش خطر خودکشی در کسانی که مبتلا به اختلال دوقطبی و افسردگی اساسی هستند تا سطح جمعیت کلی مؤثر باشد.

### آزمایش خون
شناسایی تغییراتی که در یک ژن به‌خصوص به نام SKA2 رخ می‌دهد، می‌تواند به پیش‌بینی احتمال اقدام به خودکشی در یک فرد کمک کند. تغییراتی که در این ژن رخ می‌دهد با استفاده از یک آزمایش خون ساده قابل شناسایی است. ژن SKA2 در افرادی که در آستانه خودکشی هستند، به‌درستی فعالیت نمی‌کند. این ژن مسئول کنترل هورمون کورتیزول است. ترشح هورمون کورتیزول (هورمون استرس)، در جریان واکنش بدن به استرس بسیار افزایش می‌یابد. ژن SKA2 که در بخش فوقانی کورتکس مغز وجود دارد به پیشگیری از افکار منفی کمک می‌رساند و رفتارهای تکانشی را نیز کنترل می‌کند. اگر تغییری در این ژن رخ دهد، بدن نمی‌تواند میزان ترشح کورتیزول را کنترل کند. پیش از این مشخص شده بود در خون افرادی که دست به خودکشی زده‌اند، مقدار زیادی کورتیزول وجود دارد. این آزمایش کمک می‌کند پیش از آنکه دیر شود برای نجات جان فرد اقدام کنند.

## عوامل خطر آفرین

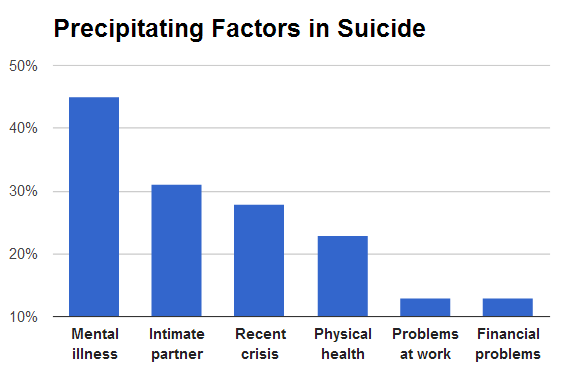
شرایط تسهیل‌کننده خودکشی در ۱۶ ایالت آمریکا در سال ۲۰۰۸.

عواملی که خطر خودکشی را تحت تأثیر قرار می‌دهند، عبارتند از اختلالات روانی، مصرف نادرست دارو، حالات روانی، شرایط فرهنگی، خانوادگی و اجتماعی و ژنتیک.بیماری روانی و سوء مصرف مواد غالباً در کنار هم وجود دارند. سایر عوامل خطرآفرین عبارتند از اقدام به خودکشی قبلی، در دسترس بودن وسیله برای ارتکاب این عمل، سابقه خانوادگی خودکشی، یا وجود آسیب ضربه‌ای مغز. به عنوان مثال، میزان خودکشی در خانواده‌های دارای سلاح گرم بیش از خانواده‌های فاقد آن بوده است. عوامل اجتماعی و اقتصادی مانند بیکاری، فقر، خانه به‌دوشی و تبعیض نیز ممکن است فکر خودکشی را موجب شود. حدود ۱۵–۴۰٪ مردم یادداشت خودکشی از خود بجا می‌گذارند. به نظر می‌رسد ژنتیک در ۳۸٪ تا ۵۵٪ از رفتارهای خودکشی دخیل باشد. سربازان در معرض خطر خودکشی بیشتری هستند که این امر تا حدی ناشی از میزان بالاتر بیماری‌های روانی و مشکلات سلامت جسمی مربوط به جنگ است.

### اختلالات روانی
اختلال روانی اغلب در زمان خودکشی وجود دارد و میزان آن از ۲۷٪ تا بیش از ۹۰٪ برآورد می‌شود. در بین کسانی که در واحد روانی بستری شده‌اند، خطر خودکشی موفق در طول زندگی در حدود ۶/۸٪ است. نیمی از تمام افرادی که در اثر خودکشی جان خود را از دست می‌دهند ممکن است دچار اختلال افسردگی شدید باشند؛ داشتن این بیماری یا یک اختلال خلقی دیگر مانند اختلال دوقطبی خطر خودکشی را ۲۰ برابر افزایش می‌دهد. . سایر بیماری‌های دخیل در این وضع عبارتند از اسکیزوفرنی (۱۴٪)، اختلال شخصیت (۱۴٪)، اختلال دوقطبی، و اختلال استرس پس از سانحه. حدود ۵٪ از افراد مبتلا به اسکیزوفرنی در اثر خودکشی می‌میرند. اختلال خوردن نیز از جمله بیماری‌های دارای خطر بالا است.
سابقه اقدام به خودکشی قبلی مهم‌ترین عامل پیش‌بینی انجام موفقیت‌آمیز خودکشی است. حدود ۲۰ درصد از خودکشی‌ها با سابقه قبلی همراه بوده است و از بین کسانی که خودکشی کرده‌اند ۱٪ ظرف یک سال در خودکشی خود موفق هستند و بیش از ۵٪ پس از ۱۰ سال خودکشی می‌کنند. گرچه اقدام به خودآزاری اقدام به خودکشی تلقی نمی‌شود، وجود رفتار آسیب رساندن به خود با افزایش خطر اقدام به خودکشی مربوط است.
در حدود ۸۰٪ خودکشی‌های موفق، فرد ظرف یک سال قبل از مرگ خود به پزشک مراجعه کرده است، و در ۴۵٪ موارد، افراد در یک ماه قبل چنین کاری را انجام داده‌اند. حدود ۲۵–۴۰٪ کسانی که خودکشی موفقی داشته‌اند در سال قبل با مراکز خدمات بهداشت روان تماس گرفته‌اند.

### مصرف مواد

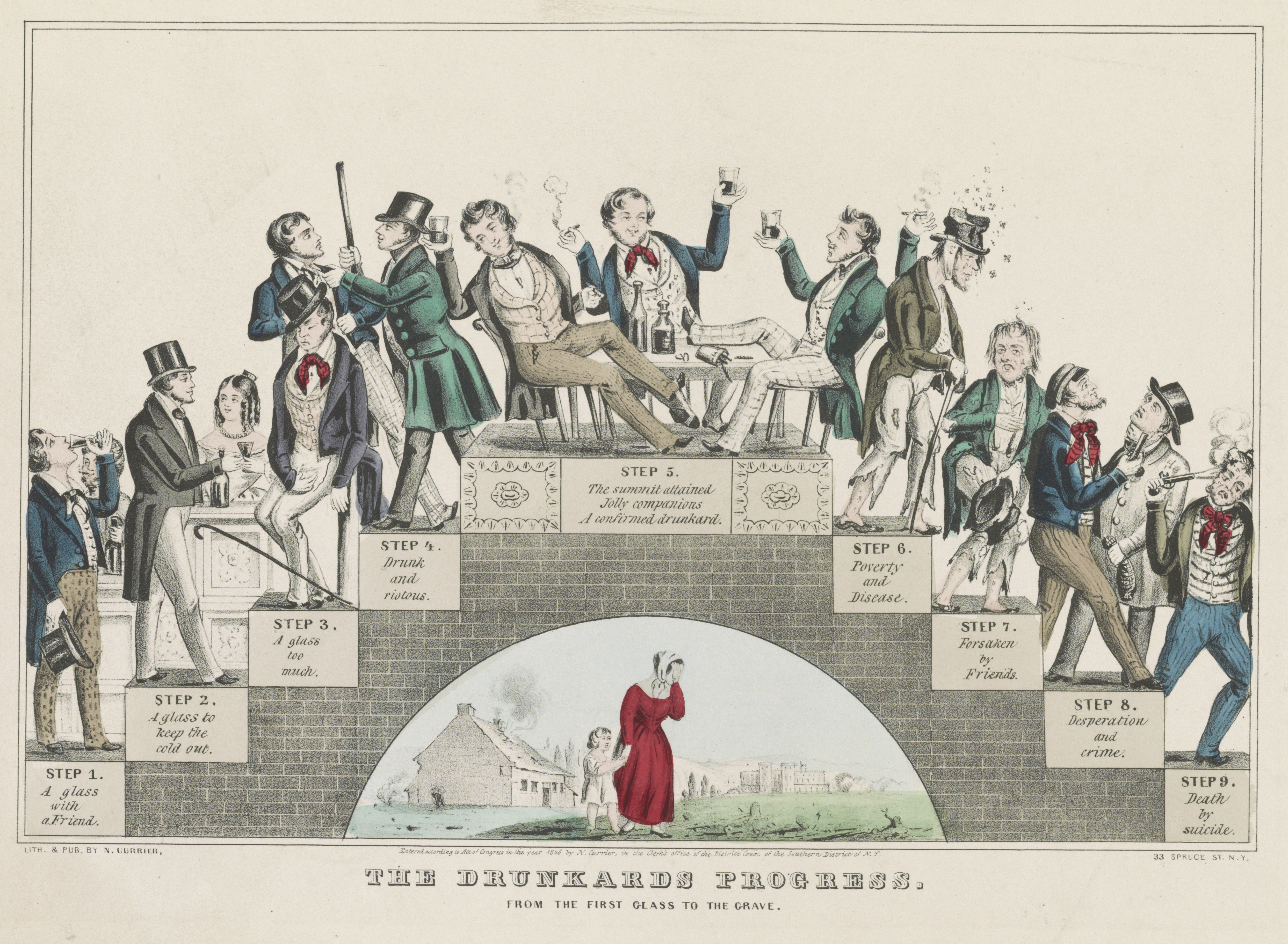
نگاره‌ای مربوط به سال ۱۸۴۶ میلادی به نام سرانجام می‌خواره. در این اثر چنین تبلیغ شده که «اعتیاد به الکل می‌تواند منجر به خودکشی شود».

سوء مصرف مواد دومین عامل خطرآفرین شایع خودکشی پس از افسردگی شدید و اختلال دوقطبی است. هم سوء مصرف مزمن مواد و هم مسمومیت حاد در این کار دخیل است. . در صورتی که این وضع با غم و اندوه شخصی نظیر داغداری همراه باشد، میزان خطر بیشتر افزایش می‌یابد. به علاوه سوء مصرف مواد با اختلالات روانی همراه است.
اکثر مردم زمانی که اقدام به خودکشی می‌کنند تحت تأثیر داروهای آرام‌بخش- خواب‌آور (مانند الکل یا بنزودیازپین‌ها) هستند و اعتیاد به الکل در ۱۵٪ تا ۶۱٪ موارد وجود دارد. به‌طور کلی کشورهایی که دارای میزان بالاتری مصرف الکل و تعداد بیشتر کافه‌های مربوط به این کار هستند، میزان خودکشی بالاتری دارند که این مسئله در درجه اول مربوط به الکل تقطیری است تا کل الکل مورد استفاده. حدود ۲/۲–۴/۳٪ کسانی که به‌خاطر اعتیاد به الکل مورد درمان قرار گرفته‌اند در ادامه زندگی خود در اثر خودکشی درگذشته‌اند. افراد الکلی که اقدام به خودکشی می‌کنند معمولاً مرد و میان‌سال بوده و در گذشته تلاش کرده‌اند خودکشی نمایند. بین ۳ تا ۳۵٪ مرگ و میر در میان کسانی که هروئین مصرف می‌کنند به دلیل اقدام به خودکشی است (حدود ۱۴ برابر بیشتر از کسانی که از این ماده استفاده نمی‌کنند).
سوء مصرف کوکائین و متامفتامین همبستگی بالایی با خودکشی دارد. در بین کسانی که از کوکائین استفاده می‌کنند بیشترین خطر در مرحله ترک است. کسانی که از مواد استنشاقی استفاده می‌کنند نیز در معرض خطر قابل توجهی بوده و حدود ۲۰٪ اقدام به خودکشی کرده و بیش از ۶۵٪ به آن فکر کرده‌اند.استعمال دخانیات نیز با خطر خودکشی مرتبط است. شواهد اندکی در خصوص علت وجود این ارتباط به‌دست آمده است؛ با این حال این فرضیه ارائه شده است که کسانی که مستعد سیگار هستند مستعد به خودکشی نیز هستند زیرا کشیدن سیگار باعث مشکلاتی برای سلامتی می‌شود که افراد پس از آن می‌خواهند به زندگی خود پایان بدهند، و همچنین سیگار کشیدن بر ترکیب شیمیایی مغز تأثیر می‌گذارد و تمایل به خودکشی را ایجاد می‌کند. با این حال به نظر نمی‌رسد شاهدانه به‌طور مستقل میزان خطر را افزایش دهد.

### اعتیاد به قمار
اعتیاد به قمار با افزایش میزان افکار خودکشی همراه بوده و میزان اقدام به این کار در مقایسه با جمعیت عادی بیشتر است. بین ۱۲ تا ۲۴٪ قماربازان پاتولوژیک اقدام به خودکشی می‌کنند. میزان خودکشی در میان همسران آن‌ها سه برابر بیشتر از جمعیت عادی است. عوامل دیگری که خطر این کار را در قماربازان افزایش می‌دهد عبارتند از: بیماری‌های روانی، سوء مصرف الکل و مواد.

### وضعیت پزشکی
بین خودکشی و مشکلات سلامت جسمی از جمله موارد زیر ارتباط وجود دارد:درد مزمن، آسیب ضربه‌ای مغز سرطان، یا کسانی که با دیالیز خون، اچ آی وی، لوپوس اریتماتوس سیستمیک دست به گریبان هستند. تشخیص سرطان خطر خودکشی متعاقب آن را حدود دو برابر می‌کند. شیوع افزایش خودکشی پس از اینکه شخص از بیماری افسردگی و سوء مصرف الکل رهایی می‌یابد نیز ادامه دارد. در افراد مبتلا به بیش از یک بیماری، میزان خطر بالا است. در ژاپن مشکلات بهداشتی به‌عنوان علت اصلی خودکشی در نظر گرفته می‌شود.
اختلالات خواب مانند بی‌خوابی و وقفه تنفسی در خواب عوامل خطرآفرین ابتلا به افسردگی و خودکشی هستند. در برخی موارد اختلالات خواب ممکن است عامل خطرآفرین مستقلی از افسردگی باشند. تعدادی از بیماری‌های دیگر نیز ممکن است علایمی شبیه به اختلالات خلقی را سبب شوند از جمله: کم‌کاری تیروئید، آلزایمر، تومور مغزی، لوپوس اریتماتوس سیستمیک، و عوارض جانبی ناشی از تعدادی از داروها (مانند بتا بلوکر و استروئیدها).

#### ژن SKA2 و هورمون کورتیزول
ژن SKA2 در افرادی که در آستانه خودکشی هستند، به‌درستی فعالیت نمی‌کند. این ژن مسئول کنترل هورمون کورتیزول است. ترشح هورمون کورتیزول (هورمون استرس)، در جریان واکنش بدن به استرس بسیار افزایش می‌یابد. ژن SKA2 که در بخش فوقانی کورتکس مغز وجود دارد به پیشگیری از افکار منفی کمک می‌رساند و رفتارهای تکانشی را نیز کنترل می‌کند. اگر تغییری در این ژن رخ دهد، بدن نمی‌تواند میزان ترشح کورتیزول را کنترل کند. پیش از این مشخص شده بود در خون افرادی که دست به خودکشی زده‌اند، مقدار زیادی کورتیزول وجود دارد.

### حالات روانی - اجتماعی
برخی از حالات روانی خطر خودکشی را افزایش می‌دهد از جمله: نومیدی، از دست دادن حس لذت در زندگی، افسردگی و اضطراب. توانایی اندک حل مشکلات، از دست دادن توانایی که فرد قبلاً داشته است، و کنترل ضعیف تمایلات نیز نقش ایفا می‌کنند. در افراد مسن، حس بی‌مصرفی و بی‌ارزشی، عامل مهمی است.
استرس‌های اخیر زندگی مانند از دست دادن یک عضو خانواده یا یکی از دوستان، از دست دادن شغل، یا انزوای اجتماعی، مانند زندگی در تنهایی این خطر را افزایش می‌دهد. کسانی که هرگز ازدواج نکرده‌اند نیز در معرض خطر بیشتری هستند. مذهبی بودن ممکن است خطر خودکشی را کاهش دهد. این مسئله را به موضع منفی بسیاری از ادیان در برابر خودکشی و به هم‌پیوندی اجتماعی بیشتری که دین ممکن است فراهم کند، نسبت می‌دهند. البته این موضوع را می‌توان به ترسی که دین نسبت به عقوبت گناه در فرد ایجاد می‌کند نیز، نسبت داد. در بین اشخاص مذهبی، به نظر می‌رسد افراد مسلمان میزان خودکشی کمتری داشته باشند.
بعضی‌ها ممکن است برای فرار از دست زورگویی یا تعصب دست به خودکشی بزنند. سابقه سوء استفاده جنسی دوران کودکی و زمان صرف شده در پرورشگاه نیز عواملی خطرآفرین هستند. . باور بر این است که سوء استفاده جنسی حدود ۲۰٪ از کل خطر را شامل می‌شود.
توضیح تکاملی برای خودکشی این است که این کار ممکن است باعث بهبود تناسب فراگیر شود. این وضع ممکن است در صورتی رخ دهد که فردی که اقدام به خودکشی می‌کند نمی‌تواند کودکان بیشتری داشته باشد و با زنده ماندن منابع را از دسترس بستگان خود دور می‌سازد. نقدی که مطرح شده این است که مرگ و میر نوجوانان سالم به احتمال زیاد تناسب فراگیر را افزایش نمی‌دهد. انطباق با محیط بسیار متفاوت اجدادی ممکن است با محیط کنونی ناسازگار باشد. .
فقر با خطر خودکشی همبسته است. . افزایش فقر نسبی در مقایسه با اطرافیان فرد، خطر خودکشی را افزایش می‌دهد. بیش از ۲۰۰٬۰۰۰ کشاورز در هندوستان از سال ۱۹۹۷ تاکنون مرتکب خودکشی شده‌اند که دلیل آن تا حدی ناشی از مسائل مربوط به بدهی است. در چین خودکشی در مناطق روستایی سه برابر بیشتر از مناطق شهری است و اعتقاد بر این است که این مسئله تا حدی به دلیل مشکلات مالی در این مناطق کشور است.

### رسانه‌ها
رسانه‌ها از جمله اینترنت نقش مهمی دارند. نحوه به تصویر کشیدن خودکشی ممکن است اثر منفی داشته باشد زیرا پوشش این اقدام در حجم زیاد، به‌طور برجسته و مکرر به ستودن یا رمانتیک کردن خودکشی می‌انجامد و بیشترین تأثیر را دارد. هنگامی که شرح مفصلی از چگونگی خودکشی با استفاده از یک وسیله خاص به تصویر کشیده می‌شود، ممکن است این روش خودکشی در کل جمعیت افزایش یابد. از سوی دیگر، باید توجه داشت که گروه‌های طرفدار خودکشی و حق مردن معتقدند فرد می‌بایست در انتخاب‌هایش آزاد باشد و چنانچه مایل باشد از حق مردن خود بهره ببرد، بتواند به اطلاعات مورد نیاز دسترسی داشته باشد. از جمله این افراد دکتر فیلیپ نیچک استرالیایی است که به گفته خود، کسی را ترغیب به خودکشی نمی‌کند اما اطلاعات و ابزار مورد نیاز برای اقدام به خودکشی را در اختیار افراد می‌گذارد.
برخی معتقدند نمایش موارد خودکشی یا نحوه انجام آن، می‌تواند موجب سرایت خودکشی یا خودکشی تقلیدی می‌شود که به آن اثر ورتر گفته می‌شود. این خطر در نوجوانانی که مرگ را رمانتیک می‌سازند، بیشتر است. به نظر می‌رسد که گرچه رسانه‌های خبری تأثیر مهمی دارند، اما تأثیر رسانه‌های سرگرمی مبهم است. نقطه مقابل اثر ورتر، اثر پاپاگنو است در آن ممکن است مکانیسم‌های مؤثر کنار آمدن اثر محافظتی داشته باشد. این اصطلاح بر اساس شخصیتی در اپرای فلوت جادویی اثر موتزارت نامگذاری شده که از ترس از دست دادن معشوقه خود قرار است خودکشی کند که دوستانش به او کمک می‌کنند. در صورتی که رسانه‌ها از دستورالعمل گزارش‌دهی مناسب بهره گیرند، ممکن است بتوان خطر را کاهش داد. اما متعهد کردن صنعت رسانه به این کار به‌ویژه در درازمدت دشوار است.

### منطقی
خودکشی منطقی گرفتن جان خود بنا به استدلال است، اگرچه برخی فکر می‌کنند خودکشی به هیچ عنوان منطقی نیست. عمل گرفتن جان خود برای نفع بردن دیگران ایثار جان خوانده می‌شود. نمونه‌ای از این کار در مواقعی است که افراد مسن به زندگی خود خاتمه می‌دهند تا مقدار مواد غذایی بیشتری برای افراد جوان جامعه باقی بماند. در برخی از فرهنگ‌های اسکیمو این عمل، اقدامی است ستودنی و از سر شجاعت یا خرد تلقی می‌شود.
حمله انتحاری یک اقدام سیاسی است که در آن مهاجم مرتکب خشونت علیه دیگران می‌شود و می‌داند که این کار منجر به مرگ خود خواهد شد. بعضی از بمب‌گذاران انتحاری در پی رسیدن به شهادت هستند. به‌طور مثال، مأموریت‌های کامیکازی به‌عنوان وظیفه در برابر قدرتی برتر یا الزام اخلاقی انجام می‌شد. خود-دیگرکشی گونه‌ای از گونه‌های خودکشی است که در آن، فرد در هنگام یا پس از کشتن دیگران، خود را نیز بکشد. خودکشی گروهی اغلب در زیر فشار اجتماعی انجام می‌شود که در آن اعضا استقلال خود را به یک رهبر می‌سپارند. خودکشی دسته‌جمعی می‌تواند تنها با مشارکت دو نفر رخ دهد، که اغلب به آن خودکشی توافقی گفته می‌شود.
در زمانی که شرایط به گونه‌ای است که ادامه زندگی غیرقابل تحمل است، برخی از مردم از خودکشی به‌عنوان وسیله‌ای برای پایان رنج‌های خود استفاده می‌کنند. برخی از زندانیان در اردوگاه‌های کار اجباری نازی عمداً با دست زدن به حصارهای برق‌دار خود را می‌کشتند.

## روش‌ها

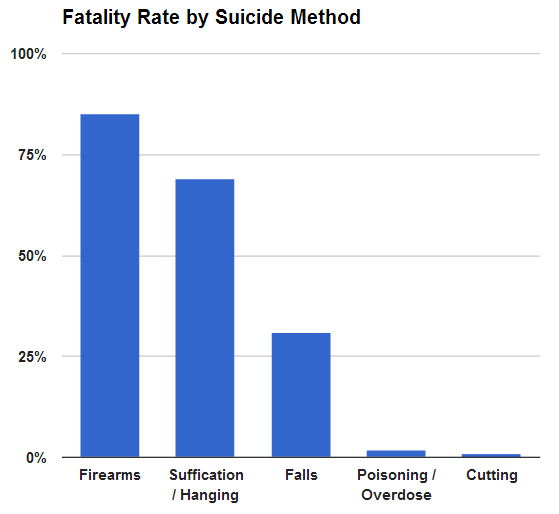
نرخ مرگ و میر موردی بر حسب روش خودکشی در ایالات متحده.

بیش‌ترین روش‌ها در مناطق مختلف عبارتند از به‌دار آویختن، مسمومیت و بهره‌گیری از سلاح گرم. بررسی ۵۶ کشور نشان داد که به‌دار آویختن خود، رایج‌ترین روش در بسیاری از کشورها بوده است. ۵۳٪ خودکشی در مردان و ۳۹٪ خودکشی زنان به این طریق صورت می‌گیرد.
۳۰ درصد از خودکشی‌ها در دنیا در اثر خوردن آفت‌کش انجام می‌شود. با این حال میزان استفاده از این روش به‌طور قابل توجهی متفاوت بوده و از ۴٪ در اروپا تا بیش از ۵۰٪ در منطقه اقیانوس آرام در نوسان است. این روش در آمریکای لاتین نیز با توجه به دسترسی آسان به آن در میان جمعیت کشاورز معمول است. در بسیاری از کشورها، دوز بیش از حد مجاز دارو حدود ۶۰٪ خودکشی در میان زنان و ۳۰٪ خودکشی در میان مردان را سبب می‌شود که بسیاری از آن‌ها از قبل برنامه‌ریزی نشده بوده و در طول یک دوره حاد تزلزل رخ می‌دهد. شایع‌ترین شیوه‌های ناموفق با شایع‌ترین شیوه‌های موفق متفاوت است و بیشترین میزان عدم موفقیت به میزان ۸۵٪ از طریق دوز بیش از حد دارو و در کشورهای توسعه یافته می‌باشد.

## پاتوفیزیولوژی
هیچ‌گونه پاتوفیزیولوژی واحد و بنیادین شناخته شده‌ای برای خودکشی یا افسردگی وجود ندارد. با این حال اعتقاد بر این است که این امور نتیجه فعل و انفعال عوامل رفتاری، اجتماعی و زیست‌محیطی و روانی است.
سطوح پایین فاکتور نوروتروفیک مشتق از مغز (BDNF) هم به‌طور مستقیم و هم به‌طور غیرمستقیم از طریق نقش خود در افسردگی شدید، اختلال استرس پس از سانحه، اسکیزوفرنی و اختلال وسواسی جبری با خودکشی مرتبط است. مطالعات پس از مرگ کاهش سطح BDNF در هیپوکامپ و قشر پیش‌پیشانی را هم در افراد مبتلا به بیماری روانی و هم در افراد غیرمبتلا نشان داده است. اعتقاد بر این است که سروتونین که یک انتقال‌دهنده عصبی مغز است در کسانی که اقدام به خودکشی می‌کنند، پایین میباشد. این امر تا حدی مبتنی بر شواهد افزایش سطح گیرنده ۵-HT2A پس از مرگ است. شواهد دیگر شامل کاهش میزان محصول ناشی از تجزیه سروتونین یعنی اسید ۵-هیدروکسی‌ایندولیستیک در مایع نخاعی مغز است. با این حال دستیابی به شواهد مستقیم دشوار است. اعتقاد بر این است که اپی‌ژنتیک که به مطالعه تغییرات در بیان ژنتیکی در پاسخ به عوامل محیطی می‌پردازد که DNA اصلی را تغییر نمی‌دهد، نیز در تعیین خطر خودکشی به ایفای نقش می‌پردازد.

## همه‌گیرشناسی
| unknown <3 3–6 6–9 9–12 12–15 ۱۵–۱۸ | 18–21 ۲۱–۲۴ 24–27 27–30 ۳۰–۳۳ >۳۳ |

مرگ و میر ناشی از صدمات خودسوزی در هر ۱۰۰٬۰۰۰ نفر از ساکنان در سال ۲۰۰۴.
unknown
<3
3–6
6–9
9–12
12–15
۱۵–۱۸
18–21
۲۱–۲۴
24–27
27–30
۳۰–۳۳
>۳۳

حدود ۵/۰٪ تا ۴/۱٪ از مردم با خودکشی به زندگی خود پایان می‌دهند. در سال ۲۰۰۸/۲۰۰۹ در سطح جهان، خودکشی دهمین علت مهم مرگ بود یعنی سالانه حدود ۸۰۰٬۰۰۰ تا یک میلیون نفر در اثر این کار می‌میرند، که معادل آمار مرگ و میر ۶/۱۱ نفر به ازای هر ۱۰۰٬۰۰۰ نفر در هر سال است. میزان خودکشی از دهه ۱۹۶۰ تا سال ۲۰۱۲ به میزان ۶۰٪ افزایش یافته است، و این افزایش عمدتاً در جهان در حال توسعه دیده می‌شود. به ازای هر خودکشی منجر به مرگ بین ۱۰ و ۴۰ خودکشی ناموفق رخ می‌دهد.
میزان خودکشی در بین کشورها و در طول زمان متفاوت است. میزان خودکشی به‌عنوان درصدی از مرگ و میر در سال ۲۰۰۸ به این ترتیب بود: آفریقا ۵/۰٪، جنوب شرق آسیا ۹/۱٪، آمریکا ۲/۱٪ و اروپا ۴/۱٪. میزان آن به ازای هر ۱۰۰٬۰۰۰ عبارت بود از: استرالیا ۶/۸، کانادا ۱/۱۱، چین ۷/۱۲، هند ۲/۲۳، انگلستان ۶/۷، ایالات متحده ۴/۱۱. خودکشی در سال ۲۰۰۹ در ایالات متحده به‌عنوان دهمین علت اصلی علت مرگ بوده و معادل حدود ۳۶٬۰۰۰ مورد در سال است. و سالانه در حدود ۶۵۰٬۰۰۰ نفر به دلیل اقدام به خودکشی در بخش اورژانس معاینه می‌شوند. لیتوانی، ژاپن و مجارستان بالاترین نرخ را دارند. کشورهای دارای بیشترین میزان مطلق خودکشی چین و هند هستند که بیش از نیمی از کل موارد را شامل می‌شوند. در چین خودکشی پنجمین علت اصلی مرگ است.

### در ایران
احمد شجاعی، رئیس سازمان پزشکی قانونی ایران در مردادماه ۱۳۹۳ با اشاره به افزایش خودکشی در ایران گفت: «چهار هزار و ۵۵ نفر در سال ۱۳۹۲ در اثر خودکشی جان باخته‌اند.» براساس آمارهای موجود در سال ۱۳۹۱ تهران با ۴۰۹، کرمانشاه با ۲۷۱ و گیلان با ۲۳۱ مورد فوتی، بیشترین و استان‌های خراسان جنوبی با ۱۸، کهگیلویه و بویراحمد با ۲۴ و خراسان شمالی با ۲۵ فوتی کمترین موارد مرگ ناشی از خودکشی را به خود اختصاص داده‌اند که از این میان بیشترین آمار خودکشی به شیوه دار بوده است. در سال ۲۰۱۰، ۴/۷ نفر در هر صد هزار نفر بر اثر مرگ‌های مشکوک به خودکشی فوت کرده‌اند، به این ترتیب «البته ایران در بین ۸۹ کشوری که اطلاعاتش گردآوری شده است در رتبه شصت و نهم قرار دارد.»
به‌گزارش وبگاه آفتاب در ۱۹ شهریور ۱۳۹۳ در ایران آمار خودکشی در مردان مجرد بیشتر از مردان متأهل و برخلاف آمارهای جهانی در زنان متأهل بیش از زنان مجرد است.

### جنسیت
| |                              |                                 |       |
| نرخ خودکشی در هر ۱۰۰٬۰۰۰ مرد (راست) و زن (چپ) (اطلاعات از ۱۹۷۸–۲۰۰۸). \| اطلاعات در دسترس نیست <۱ ۱–۵ ۵–۵٫۸ \| ۵٫۸–۸٫۵ ۸٫۵–۱۲ ۱۲–۱۹ ۱۹–۲۲٫۵ \| ۲۲٫۵–۲۶ ۲۶–۲۹٫۵ ۲۹٫۵–۳۳ ۳۳–۳۶٫۵ \| >۳۶٫۵ \| |                              |                                 |       |
| اطلاعات در دسترس نیست <۱ ۱–۵ ۵–۵٫۸ | ۵٫۸–۸٫۵ ۸٫۵–۱۲ ۱۲–۱۹ ۱۹–۲۲٫۵ | ۲۲٫۵–۲۶ ۲۶–۲۹٫۵ ۲۹٫۵–۳۳ ۳۳–۳۶٫۵ | >۳۶٫۵ |

در جهان غرب، مرگ مردان در اثر خودکشی سه تا چهار برابر بیشتر از زنان است، اگرچه زنان چهار برابر بیشتر اقدام به خودکشی می‌کنند. دلیل این مسئله این است که مردان از ابزار کشنده‌تری برای پایان دادن به زندگی خود استفاده می‌کنند. این تفاوت در کسانی که بیش از ۶۵ سال سن دارند بسیار بیشتر است چرا که مردان ۱۰ برابر بیشتر از زنان اقدام به خودکشی می‌نمایند. خودکشی در چین دارای یکی از بالاترین میزان‌های خودکشی زنان در جهان و تنها کشوری است که در آن این میزان از خودکشی مردان بیشتر است (نسبت ۹/۰). در شرق دریای مدیترانه نرخ خودکشی تقریباً بین مردان و زنان برابر است. بالاترین میزان خودکشی زنان در کره جنوبی و معادل ۲۲ مورد در هر ۱۰۰٬۰۰۰ نفر است، و به‌طور کلی نرخ آن در جنوب شرق آسیا و اقیانوس آرام غربی بالا است.

### سن
در بسیاری از کشورها نرخ خودکشی در افراد میانسال یا مسن بالاتر است. با این حال تعداد مطلق خودکشی در افراد ۱۵ تا ۲۹ ساله بیشتر بوده و دلیل این امر تعداد افراد این گروه سنی است. بیشترین میزان آن در ایالات متحده در مردان قفقازی مسن‌تر از ۸۰ سال رخ می‌دهد، اگرچه افراد جوان‌تر بیشتر دست به خودکشی می‌زنند. خودکشی دومین علت شایع مرگ در نوجوانان و در مردان جوان بوده و تنها مرگ تصادفی بالاتر از آن قرار می‌گیرد. خودکشی در مردان جوان در کشورهای توسعه یافته، علت نزدیک به ۳۰٪ مرگ و میرها است. این میزان در کشورهای در حال توسعه نیز مشابه است، اما درصد کمتری از مرگ و میر را تشکیل می‌دهد و دلیل آن میزان بالاتر مرگ و میر ناشی از سایر انواع تروما است. در جنوب شرق آسیا برخلاف مناطق دیگر جهان، مرگ و میر ناشی از خودکشی در زنان جوان نسبت به زنان مسن بیشتر رخ می‌دهد.

### خودکشی در سربازان و نیروهای نظامی
نسبت به جمعیت عمومی، سربازان و پرسنل نظامی در خطر بیشتری نسبت به دیگران برای خودکشی قرار دارند.

## اجتماع و فرهنگ

### قانون

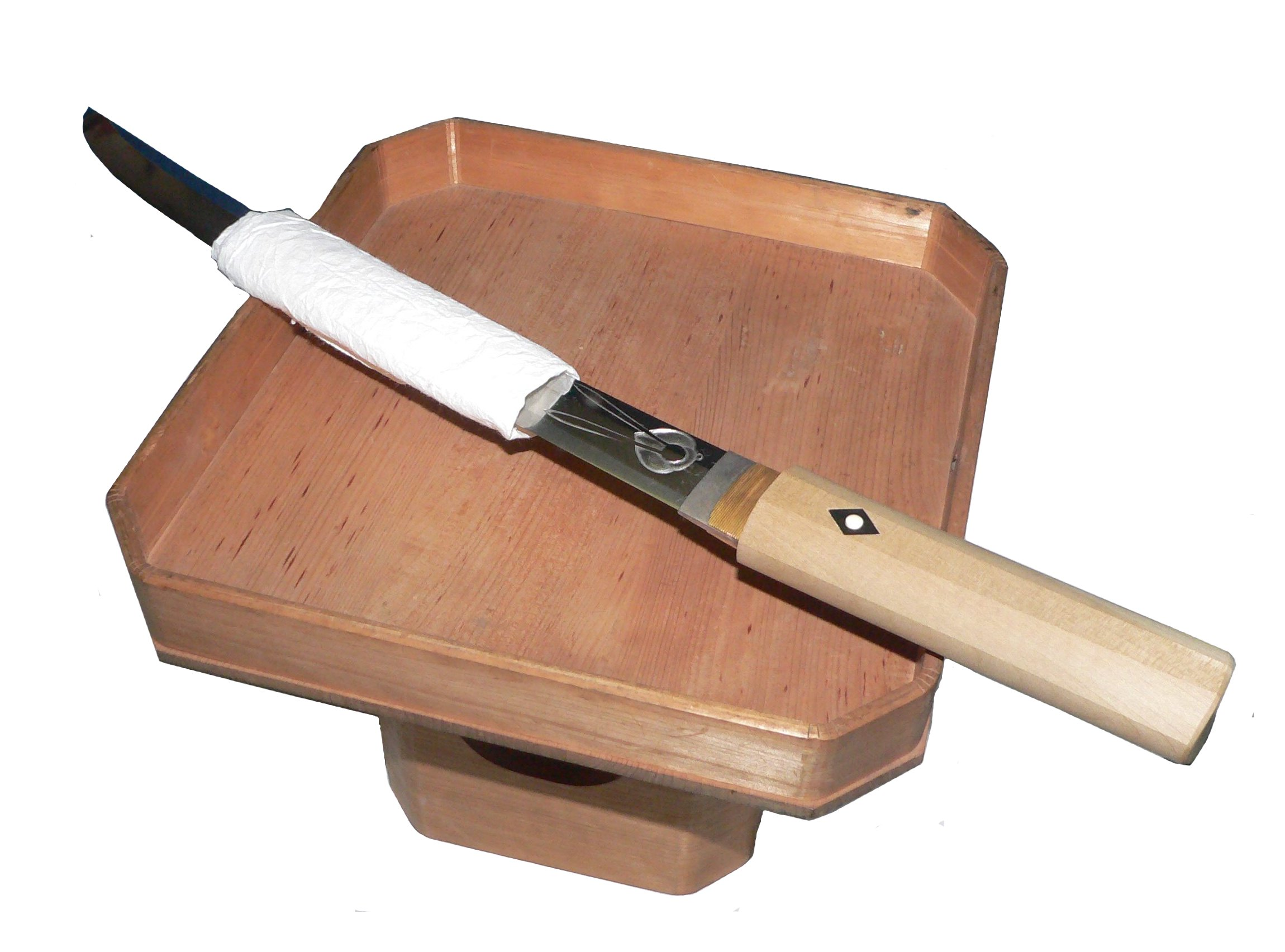
یک تانتو چاقوی آماده شده برای سپوکو.

اکنون دیگر خودکشی در اکثر کشورهای غربی جرم نیست، با این حال در اکثر کشورهای اروپای غربی از قرون وسطی حداقل تا ۱۸۰۰ جرم بود. بسیاری از کشورهای اسلامی آن را امری مجرمانه می‌دانند.
خودکشی در استرالیا جرم نیست. با این حال مشاوره دادن، تحریک کردن، یا کمک و تشویق دیگران جهت اقدام به خودکشی جرم بوده، و قانون به صراحت اجازه می‌دهد تا فرد «در صورتی که منطقاً لازم باشد به زور متوسل شود» و مانع از اقدام به خودکشی فرد دیگر شود. در قلمرو شمالی استرالیا برای مدتی کوتاه و از سال ۱۹۹۶ تا ۱۹۹۷خودکشی به کمک پزشک قانونی بود.
در حال حاضر هیچ کشوری در اروپا خودکشی یا اقدام به خودکشی را جرم تلقی نمی‌کند. انگلستان و ولز جرم بودن خودکشی را از طریق قانون خودکشی ۱۹۶۱ لغو کردند و جمهوری ایرلند این کار را در سال ۱۹۹۳ انجام داد. قبلاً واژه «ارتکاب» برای اشاره به آن به‌کار می‌رفت، اما بسیاری از سازمان‌ها به دلیل معنای منفی آن، دست از استفاده از این واژه برداشته‌اند.
در هند، خودکشی غیرقانونی است و خانواده بازمانده ممکن است با مشکلات قانونی مواجه شود. در آلمان، اوتانازی فعالانه غیرقانونی است و هر کسی که در صحنه خودکشی حاضر باشد ممکن است به علت عدم ارائه کمک در موقعیت اضطراری تحت تعقیب قرار گیرد. سوئیس اخیراً گام‌هایی را برای قانونی کردن خودکشی کمکی برای بیماران روانی برداشته است. دادگاه عالی در لوزان، در حکم سال ۲۰۰۶ به یک فرد ناشناس که مدتی طولانی با مشکلات روانی دست به گریبان بود حق پایان دادن به زندگی خود را اعطا کرد.
در ایالات متحده خودکشی غیرقانونی نیست اما ممکن است کسانی که دست به انجام آن زده‌اند با مجازات‌هایی مواجه شوند. خودکشی به کمک پزشک در ایالت اورگان و واشینگتن قانونی است.

### دیدگاه‌های مذهبی

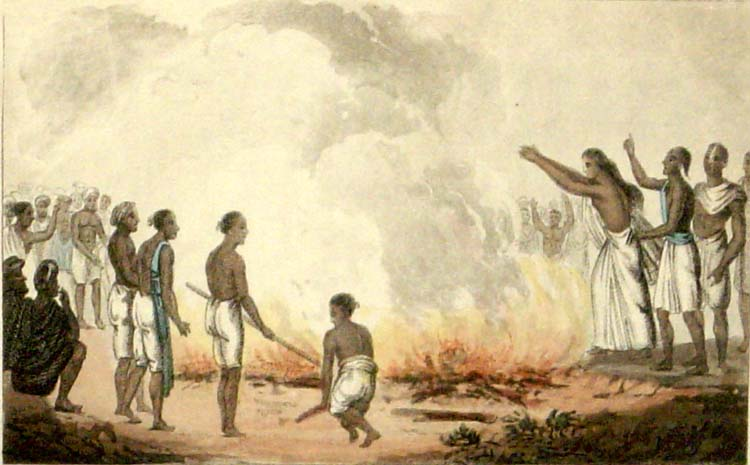
یک بیوه هندو خودش را با جسد شوهرش می‌سوزاند، دهه ۱۸۲۰.

در بسیاری از اشکال مسیحیت، خودکشی گناه تلقی شده است، و این امر به‌طور عمده بر اساس نوشته‌های متفکران بانفوذ مسیحی در قرون وسطی مانند سنت آگوستین و توماس آکویناس مقدس بوده است. اما به‌عنوان مثال خودکشی در بیزانس و طبق فرمان یوستینیانوس مسیحی گناه در نظر گرفته نمی‌شد. . در آموزه‌های کاتولیک، مبنای این استدلال عبارت است از فرمان «مکش» (که در عهد جدید نیز از زبان عیسی در متی ۱۹:۱۸ اعلام شده است)، و همچنین این ایده که زندگی هدیه‌ای از سوی خداوند است و نباید رد شود، و این مسئله که خودکشی مخالف «نظم طبیعی» بوده و در نتیجه دخالت در طرح جامع خداوند برای جهان است.
با این حال، اعتقاد بر این است که بیماری‌های روانی یا ترس شدید از درد و رنج کشیدن مسئولیت کسی که دست به خودکشی می‌زند را کاهش می‌دهد. استدلال‌های مخالف عبارتند از: ترجمه دقیق‌تر فرمان ششم به‌صورت «قتل مکن» که لزوماً در مورد خود مصداق ندارد. اینکه خدا به انسان اراده آزاد داده است؛ اینکه گرفتن جان خود بیش از درمان بیماری، قانون خدا را نقض نمی‌کند؛ و اینکه چند مورد خودکشی توسط پیروان خدا در کتاب مقدس ثبت شده و هیچ محکومیتی شدیدی هم ذکر نگردیده است.
یهودیت بر اهمیت ارزش دادن به این زندگی پرداخته است، و در نتیجه خودکشی به مثابه انکار خوبی خدا در جهان است. با وجود این، یهودیان در شرایط دشوار و زمانی که به نظر می‌رسید هیچ چاره‌ای جز کشته شدن یا اجبار به خیانت به دین خود نداشتند، اقدام به خودکشی فردی یا خودکشی گروهی می‌کردند (به‌عنوان مثال نگاه کنید به ماسادا، نخستین آزار و اذیت یهودیان فرانسه و قلعه یورک) و حتی در مناجات‌نامه‌های یهودی به‌عنوان یک یادآوری تلخ آمده است: «زمانی که چاقو بر روی گلو است»، و به کسانی اشاره دارد که «برای تقدیس نام خداوند» می‌میرند (نگاه کنید به شهادت). مقامات یهودی پاسخ‌های متناقضی به این اقدامات داده‌اند، برخی آن‌ها را نمونه‌هایی از شهادت قهرمانانه در نظر گرفته، در حالی که دیگران گرفتن جان خود را با وجود پیش‌بینی شهادت اشتباه دانسته‌اند.
خودکشی در اسلام مجاز نیست. در هندوئیسم به‌طور کلی خودکشی مورد سرزنش است و در جامعه معاصر هندو درست به اندازه قتل دیگری گناه تلقی می‌شود. کتاب مقدس هندوها عنوان می‌کند که کسی که اقدام به خودکشی نماید به بخشی از جهان روح تبدیل خواهد شد و در زمین سرگردان خواهد شد تا زمانی که اگر خودکشی نمی‌کرد تا آن زمان زنده می‌ماند. با این حال، هندوئیسم حق پایان دادن به زندگی خود را به مردان از طریق عمل غیرخشونت‌آمیز روزه گرفتن تا دم مرگ می‌پذیرد که پرایوپاوسا نامیده می‌شود. اما پرایوپاوسا تنها منحصر به افرادی است که هیچ تمایل یا جاه‌طلبی ندارند، و هیچ‌گونه مسئولیتی در این زندگی برای آن‌ها باقی نمانده است. در جینیسم نیز عمل مشابهی به نام سانثارا وجود دارد. رسم ساتی یا خودسوزی زنان بیوه در قرون وسطی در جامعه هندو شایع بود.

### فلسفه

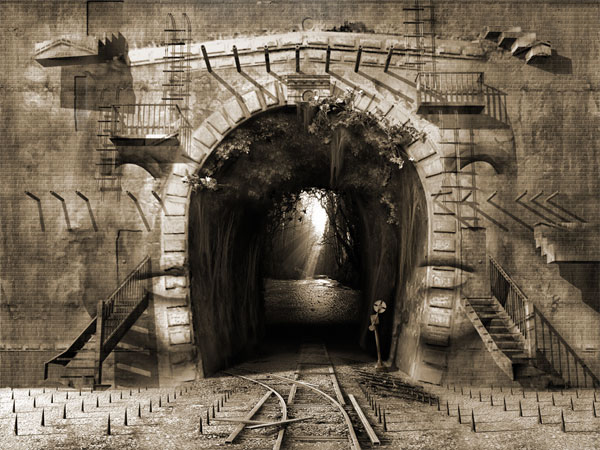
راه خروج یا فکر خودکشی : جورج گری، ۲۰۰۷.

سؤالاتی در فلسفه خودکشی مطرح شده که عبارتند از اینکه خودکشی چیست، آیا خودکشی می‌تواند یک انتخاب عقلانی باشد، و جواز اخلاقی خودکشی کدام است. دامنه استدلال‌های فلسفی در مورد اینکه آیا خودکشی می‌تواند از نظر اخلاقی قابل قبول باشد یا خیر از مخالفت شدید (در نظر گرفتن خودکشی به‌عنوان امری غیراخلاقی) تا برداشت از خودکشی به‌عنوان حق مقدس هر کس (حتی یک فرد جوان و سالم) که معتقد است به‌صورت عقلانی و وجدانی به تصمیم برای پایان دادن به زندگی خود رسیده است، متغیر است.
مخالفان خودکشی شامل فیلسوفان مسیحی مانند آگوستین قدیس و توماس آکویناس، امانوئل کانت و البته جان استوارت میل هستند - تمرکز میل بر اهمیت آزادی و خودمختاری به این معنا بود که او انتخاب‌هایی که مانع از آن می‌شد که فرد تصمیم‌گیری مستقلی را در آینده انجام دهد رد می‌کرد. دیگران به خودکشی به‌عنوان مسئله انتخاب شخصی می‌نگرند. حامیان این موضع عنوان می‌کنند که هیچ‌کس نباید برخلاف اراده خود مجبور به رنج کشیدن شود، به خصوص در شرایطی مانند بیماری علاج‌ناپذیر، بیماری روانی، و سنین پیری که امکان بهبود وجود ندارد. آن‌ها این باور که خودکشی همیشه غیرمنطقی است را رد می‌کنند، و می‌گویند ممکن است خودکشی آخرین پناه مناسب برای کسانی باشد که درد شدیدی را تحمل می‌کنند. موضع تندتر این است که استدلال شود باید به مردم اجازه داده شود مستقلاً و صرف‌نظر از اینکه رنج می‌کشد یا خیر دست به انتخاب بزنند. حامیان اصلی این مکتب فکری شامل دیوید هیوم فیلسوف تجربه‌گرای اسکاتلندی و جیکوب ام اپل آمریکایی و متخصص اخلاق زیستی است.
به هر روی پاسخ به این سؤال در هر فلسفه‌ای چنان مهم است که برخی معتقدند تا فلسفه نتواند به ما پاسخ بدهد، که خودکشی بکنیم یا نه، به هیچ مسئله‌ای جواب نگفته است.

### ادبیات
خودکشی در ادبیات همه ملت‌های جهان موضوعی است که به آسانی می‌توان آثار زیادی را با محور بودن آن یافت. برای نمونه، صادق هدایت در داستان زنده‌به‌گور با محور بودن خودکشی، اندیشه‌اش را دربارهٔ خودکشی چنین بیان می‌کند:
کسی تصمیم به خودکشی نمی‌گیرد، خودکشی با بعضی‌ها هست، در سرنوشت آن‌هاست، نمی‌توانند از آن بگریزند.— صادق هدایت، پایگاه‌اطلاع‌رسانی شهر کتاب

### دفاع

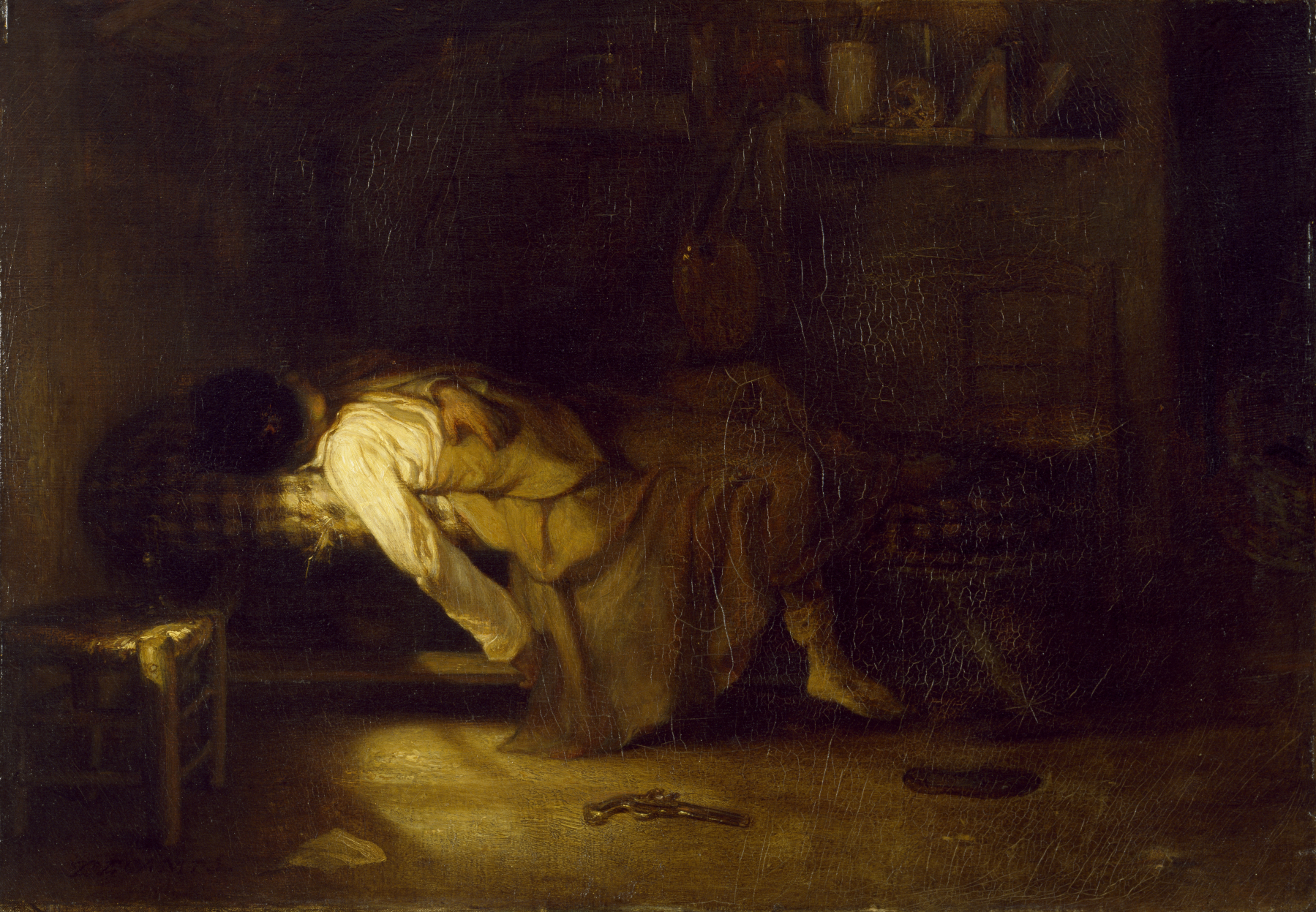
در این نقاشی اثر الکساندر گابریل دکان، تخته رنگ، تپانچه، و یادداشت روی زمین نشان می‌دهد که این حادثه غم‌انگیز به تازگی رخ داده، و هنرمندی جان خود را گرفته است.

دفاع از خودکشی در بسیاری از فرهنگ‌ها و خرده‌فرهنگها صورت گرفته است. ارتش ژاپن حملات کامیکازی را در طول جنگ جهانی دوم تشویق و ستایش می‌کرد که عبارت بود از حملات انتحاری هوانوردان نظامی امپراطوری ژاپن علیه کشتی‌های نیروی دریایی متفقین در مراحل پایانی جنگ جهانی دوم در اقیانوس آرام. به‌طور کلی جامعه ژاپن خودکشی را «تحمل» می‌کند (نگاه کنید به خودکشی در ژاپن).
بعضی از افراد پیمان خودکشی برخط بسته و این کار را با دوستان فعلی خود یا افرادی که به تازگی با آن‌ها در چت روم یا بوردهای پیام‌رسانی آشنا شده‌اند صورت می‌دهند. با این حال ممکن است اینترنت با در اختیار دادن گروه اجتماعی برای کسانی که منزوی هستند به جلوگیری از خودکشی نیز کمک کند.

### مکان‌ها
برخی از بناهای معروف از نظر میزان بالای اقدام به خودکشی در آن‌ها مشهور شده‌اند. این مکان‌ها عبارت اند از پل گلدن گیت در سان فرانسیسکو، جنگل آئوکیگاهارا در ژاپن، بیچی هد انگلستان، و پل پرنس ادوارد در تورنتو.
پل گلدن گیت تا سال ۲۰۱۰ شاهد بیش از ۱٬۳۰۰ مورد اقدام به خودکشی از طریق پریدن و از زمان ساخت آن در سال ۱۹۳۷ بوده است. در این رابطه مستندی با نام پل در سال ۲۰۰۶ ساخته شد که در آن، از چندین مورد خودکشی واقعی که از روی پل گلدن گیت طی یک سال صورت می‌گیرد، فیلم‌برداری شده است. در بسیاری از مکان‌هایی که خودکشی در آن‌ها شایع است سازه‌هایی برای پیشگیری از این کار ساخته شده است. از دیگر سازه‌های ضد خودکشی می‌توان به پرده نورانی در تورنتو، و موانع برج ایفل در پاریس و ساختمان امپایر استیت در نیویورک اشاره کرد. در سال ۲۰۱۱، موانعی برای پل گلدن گیت ساخته شده است. به‌طور کلی به نظر می‌رسد چنین موانعی مؤثر واقع شود.

## سایر گونه‌ها
از آنجا که خودکشی نیازمند تلاش ارادی برای مردن است، برخی افراد احساس می‌کنند به همین دلیل نمی‌توان گفت خودکشی در حیواناتی غیر از انسان رخ می‌دهد. رفتار خودکشی در سالمونلا مشاهده شده است که به دنبال غلبه بر باکتری‌های رقیب، سیستم ایمنی بدن را در برابر آن‌ها تحریک می‌کند. دفاع از طریق خودکشی در موجودات کارگر نیز در مورچه برزیلی به نام 'Forelius pusillus  مشاهده شده است که طی آن یک گروه کوچک از مورچه‌ها هر شب پس از بستن ورودی لانه از بیرون، فضای امن آنجا را ترک می‌کنند.
شته نخود نیز هنگامی که مورد تهدید کفشدوزک قرار می‌گیرد می‌تواند خود را منفجر کرده، و از همنوعان خود حفاظت نموده و گاهی حتی کفشدوزک را بکشد. برخی گونه‌های موریانه سربازانی دارند که خود را منفجر کرده، و دشمنان خود را با ماده چسبنده و لزجی می‌پوشانند.
حکایت‌هایی در مورد خودکشی سگ‌ها، اسب‌ها و دلفین نقل شده، اگرچه شواهد قطعی اندکی در دست است. مطالعه علمی اندکی در مورد خودکشی حیوانات صورت گرفته است.

## موارد قابل توجه
مثالی از خودکشی جمعی عبارت است از خودکشی آیینی «جونزتاون» در سال ۱۹۷۸ که در آن ۹۱۸ نفر از اعضای معبد مردم که یک فرقه آمریکایی به رهبری جیم جونز بود با نوشیدن مزه‌دهنده انگور آغشته به سیانید پتاسیم به زندگی خود خاتمه دادند. بیش از ۱۰٬۰۰۰ نفر از شهروندان ژاپنی در آخرین روز از نبرد سایپان در سال ۱۹۴۴ خودکشی کردند، برخی از روی «صخره خودکشی» و «صخره بانزای» به پایین پریدند.
اعتصاب غذای ۱۹۸۱ ایرلند به رهبری بابی ساندز منجر به مرگ ۱۰ نفر شد. علت مرگ توسط پزشک قانونی «گرسنگی خودخواسته» و نه خودکشی ذکر شد؛ این عنوان پس از اعتراض خانواده‌های اعتصاب‌کنندگان در گواهی فوت به «گرسنگی» تغییر یافت. در طول جنگ جهانی دوم مشخص شد که اروین رومل از توطئه ۲۰ ژوئیه علیه جان هیتلر آگاه بوده و تهدید شده است که اگر دست به خودکشی نزند، در دادگاه عمومی محاکمه شده، اعدام گردیده و از خانواده‌اش انتقام گرفته می‌شود.